# 克里斯·鮑爾
馬克·克里斯托弗·「克里斯」·鮑爾（英語：Mark Christopher "Chris" Bauer，1966年10月28日—）是一名美國男演員，出演過《真愛如血》、《8釐米》、《奪面雙雄》。

## 外部連結
- 克里斯·鮑爾在互联网电影资料库（IMDb）上的資料（英文）